# Perry Green
Perry Green (Seattle, 1936) è un giocatore di poker statunitense, vincitore di tre braccialetti delle WSOP e due volte finalista al Main event delle WSOP.
Green, commerciante di pellicce di Anchorage, inizia a giocare alle WSOP nel 1970, vincendo il suo primo braccialetto nel 1976 al torneo $1000 Ace to Five draw. L'anno seguente ha vinto il suo secondo braccialetto nel torneo $500 Ace to Five, e poi, nel 1979 ha conquistato un terzo braccialetto nel torneo $1,500 No Limit Texas Hold'em, evento in cui ha sconfitto Jim Bechtel all'heads-up finale.
Il premio più consistente, pari a $150,000, l'ha guadagnato al Main Event delle WSOP del 1981, dove si classificò secondo, battuto in heads-up dal campione in carica Stu Ungar. Alle WSOP del 1991 arriva per la seconda volta al tavolo finale del Main Event, finendo in quinta posizione.
Al 2015, il totale delle sue vincite nei tornei live supera la cifra di $1,100,000, di cui $592,709, grazie ai suoi 23 piazzamenti a premio alle WSOP.

## Braccialetti delle WSOP
| Anno | Torneo                        | Premio (US$) |
| ---- | ----------------------------- | ------------ |
| 1976 | $1,000 Ace to Five draw       | $68,300      |
| 1977 | $500 Ace to Five draw         | $10,000      |
| 1979 | $1,500 No Limit Texas Hold'em | $76,500      |